# 京都タワー研究会
京都タワー研究会（きょうとたわーけんきゅうかい）は、京都タワーを広く知ってもらうべく広報活動している民間の団体。 略称は「タワケン」。

## 概要
「あらゆる人から京都タワーが注目されるように」との願いを込めて京都造形芸術大学の女子学生3人が卒業制作の一環として2005年に設立したのが最初。建築物そのものには直接手を加えず、広報活動などを通して建築リノベーションを行うことを目的としている。主な活動は、オリジナルのコスチュームに身を包んで行う屋内・屋外におけるパフォーマンスや各種メディアへの出演による京都タワーの広報活動、およびPRグッズの企画販売などである。

## メンバー構成
創立メンバーのそれぞれの呼称は1号、2号、3号。同研究会を紹介する番組などでアナウンサーやレポーターなどが臨時のメンバーとして参加する場合には、4号～*の呼称が与えられたが、その後正規のメンバーであるタワケン2世が4号～6号として活動している。

## 活動の経緯
京都で建築史を学んでいた学生らが、建築リノベーションの一つの方法として実践したもの。建築再生の対象には、既にモダンではなくなって久しい京都タワーが選ばれたが、京都タワーという建築物そのものに手を加える再生は彼らにとって事実上困難が多いと考えられた。その結果、建築物そのものの改変ではなく、建築物に対する人々の見方を変えることで建築物に新たな命を吹き込むという、通常の建築再生とは異なるインフォーマル・リノベーション（"変則的再生"）の方法を選んだ。堅苦しい広報活動ではない、ユニークなコスチュームとパフォーマンスも、まずは人々に京都タワーに注目をしてもらい、それを契機に京都タワーに対する固定観念を変えてもらうことを目指したものである。全身を包む白いコスチュームで行う研究会の活動は一見単なるお笑い活動のようにも見えるが、子供も含めた万人に楽しみながら京都タワーに新たな目を向けてもらうことを目的としている。
当初は京都タワー会社すら彼女らの活動に難色を見せたというが、地道な活動の結果、新聞・ラジオ・テレビなど各種メディアにも取り上げられ、他のタワー関係者からも注目を集めるようになった。

## 参考項目
- タワケンの衣装は真っ白な全身タイツ様のもので、頭頂に京都タワーを模した飾りを載せ、顔には大きく赤いゴーグルを着けている。
- 「京都タワー体操」（作詞・作曲：京都タワー研究会）などを自作しており、『京都タワー体操の唄』のCDは2006年1月-3月の間、期間限定で京都タワーにおいて無料配布された。体操や唄の一部は研究会やキョウトタワケンのサイトで視聴することができ、体操のプロモーションビデオ（DVD）は購入可能。
- 活動は日本のタワーに広がり、通天閣や東京タワーなどにも出没した。
- メンバーの一人がこの京都タワーの広報に就職、今も活動を続けている。
- テレビ初出演は「京都!ちゃちゃちゃっ」であり、これを皮切りに関東系のTV局にも出るようになった。
- 2006年のFNSの日では関西テレビのお国自慢として・そして全国FNS28局の大トリとして放送した。
- タワケンオリジナルのピンバッジなども販売する。